# Палерозо (Лука)
Палерозо је насеље у Италији у округу Лука, региону Тоскана.
Према процени из 2011. у насељу је живело 87 становника. Насеље се налази на надморској висини од 505 м.